# Guðmundur
Guðmundur ist ein isländischer Vorname.

## Herkunft und Bedeutung
Guðmundur ist eine Variante des Namens Gudmund und setzt sich zusammen aus Guð (dt. Gott) und mund(u)r (dt. Schutz/Geschenk), vergleiche auch Theodor
Der Name gehört zu den beliebtesten Islands. Im Jahre 2012 war er der dritthäufigste Name nach Sigurður und vor Gunnar.

## Bekannte Namensträger
- Guðmundur Benediktsson (* 1974), isländischer Fußballspieler und -trainer
- Guðmundur Böðvarsson (1904–1974), isländischer Dichter und Übersetzer
- Guðmundur Bragason (* 1967), isländischer Basketballspieler
- Guðmundur Daníelsson (1910–1990), isländischer Dichter und Schriftsteller
- Guðmundur Eiríksson (* 1947), isländischer Jurist und Diplomat
- Guðmundur Friðjónsson (1869–1944), isländischer Schriftsteller
- Guðmundur Ingi Guðbrandsson (* 1977), isländischer Umweltmanager und Politiker
- Guðmundur Guðmundsson (Skirennläufer) (1920–2007), isländischer Skirennläufer
- Guðmundur Guðmundsson, bekannt als Erró (* 1932), isländischer Maler
- Guðmundur Guðmundsson (Handballtrainer) (* 1960), isländischer Handballtrainer
- Guðmundur Arnar Guðmundsson (* 1982), isländischer Regisseur
- Guðmundur Í. Guðmundsson (1909–1987), isländischer Politiker
- Guðmundur Róbert Guðmundsson (* 1988), isländischer Radrennfahrer
- Guðmundur Gíslason Hagalín (1898–1985), isländischer Schriftsteller
- Guðmundur Hrafnkelsson (* 1965), isländischer Handballspieler
- Guðmundur Ingi Kristinsson (* 1955), isländischer Politiker
- Guðmundur Magnússon (1873–1918), isländischer Schriftsteller, siehe Jón Trausti
- Guðmundur Sigurjónsson (* 1947), isländischer Schachspieler
- Guðmundur Sigurjónsson (1883–1967), isländischer Eishockey- und Leichtathletiktrainer, siehe Gordon Sigurjonson
- Guðmundur Steinarsson (* 1979), isländischer Fußballspieler
- Guðmundur Steingrímsson (* 1972), isländischer Politiker
- Guðmundur Andri Thorsson (* 1957), isländischer Schriftsteller, Journalist, Übersetzer und Politiker (Allianz)